# Exemplar
Ein Exemplar (Expl.) (v. lat.: exemplum, „Vorbild“, „Muster“, „Ebenbild“, „Abschrift“) ist ein Einzelstück oder Individuum aus einer Menge gleichartiger Dinge, Kopien (auch unkörperlich) oder Lebewesen. Gängige Abkürzungen für einzelne Bücher und Ähnliches sind Ex. oder Expl. Dementsprechend bedeutet exemplarisch beispielhaft, musterhaft.
In der Informatik gebraucht man auch das Wort Instanz als Synonym für ein Exemplar aus einer Klasse von Objekten (siehe Herkunft des Begriffs Instanz).
Exemplar als ‚Einzelstück aus einer Menge gleichartiger Dinge‘ ist aus dem mittelhochdeutschen exemplār für ‚Vorbild, Muster‘ abgeleitet und fand noch im 17. Jahrhundert diese Bedeutung. Daneben wird es seit dem 16. Jahrhundert im heutigen Sinne verwendet. Anfangs wurde insbesondere ein ‚einzelner Abdruck eines Buches‘ damit bezeichnet, was durch das lateinische exemplar für ‚Abschrift, Abbild, Muster, Vorbild‘ deutlich wird. So definierte Adelungs Grammatisch-kritisches Wörterbuch der Hochdeutschen Mundart folgendermaßen: „Bey den Buchdruckern bedeutet Exemplar das Original einer Schrift, dasjenige, was bey dem Setzen eines Buches oder einer Schrift dem Setzer zum Muster dienet, bey den Buchhändlern hingegen ist Exemplar ein Stück der ganzen Auflage, ein Buch oder eine Schrift als ein Individuum betrachtet“.
Exemplar ist eine Weiterbildung zum lateinischen exemplum, wofür etwa das Adjektiv exemplarisch nach lat. exemplāris ‚beispiel-, musterhaft‘ steht und Verwendung etwa in ‚ein warnendes Beispiel gebend‘ fand, das im 17. Jahrhundert etwa für exemplarische Strafe stand. Dieses wird auch durch die seit dem 17. Jahrhundert gebräuchliche und zunächst rechtssprachliche Wendung ein Exempel statuieren für ‚ein abschreckendes Beispiel geben‘ deutlich. Das Verb exemplifizieren für ‚durch Beispiele deutlich machen‘ ist im 16. Jahrhundert belegt und ist gleichbedeutend mit dem mittellateinischen exemplificare.